# Todor Kolew
Todor Kolew (bułg.: Тодор Колев; ur. 8 lutego 1980 roku w Wielkie Tyrnowo) – bułgarski piłkarz występujący na pozycji napastnika. Od 2011 roku gra w klubie Łudogorec Razgrad.

## Kariera klubowa
W swojej karierze grał w takich klubach jak: Etyr Wielkie Tyrnowo, Lewski Sofia, Spartak Plewen, Marek Dupnica, Slawia Sofia, Alemannia Aachen i Kiryat Szmona. Był mistrzem Bułgarii 2000 oraz zdobywcą Pucharu Bułgarii w 2000, 2003 i 2005 z Lewskim Sofia.

## Kariera reprezentacyjna
W swojej karierze występował w reprezentacji Bułgarii U-21, w barwach której wystąpił w 20 spotkaniach i zdobył 6 goli.